# Gabara pallescens
Gabara pallescens là một loài bướm đêm trong họ Erebidae.